# Ștreangul atârnă sus
The Noose Hangs High este un film de comedie american din 1948. În rolurile principale joacă actorii Bud Abbott și Lou Costello.

## Distribuție
- Bud Abbott ca Ted Higgins
- Lou Costello ca Tommy Hinchcilffe
- Joseph Calleia ca Nick Craig
- Leon Errol ca Julius Caesar 'J.C.' McBride
- Cathy Downs ca Carol Blair
- Mike Mazurki ca Chuck
- Fritz Feld ca psychiatrist